# 李萌 (1980年)
李萌（1980年—），广州虎牙信息科技有限公司党委书记兼高级副总裁，Nimo TV首席执行官。
2018年，虎牙公司推出海外直播产品Nimo TV。2022年9月，李萌被委任该业务的负责人。他带领Nimo团队推进全球化业务，开展游戏直播业务的同时，也涉足泛娱乐行业。